# 247

## Decese
- dată necunoscută: Jobun de Silla  (n. ?)